# Pavonia aspera
Pavonia aspera är en malvaväxtart som beskrevs av Hassler. Pavonia aspera ingår i släktet påfågelsmalvor, och familjen malvaväxter. Inga underarter finns listade i Catalogue of Life.